# Magie Faure-Vidot
Pour les articles homonymes, voir Faure et Vidot.
Œuvres principales
- L'Oasis des mots (2016
- Rêves créoles (2012
- Flamme mystique (2011
- L'âme errante (2003)
- Un grand cœur triste (1983)

Magie Faure-Vidot est une poétesse seychelloise d'expression française née en 1958 à Mahé, aux Seychelles.

## Rôle dans la vie littéraire et récompenses
Elle est membre sociétaire de l'Institut Académique de Paris et de l'Académie Internationale de Lutèce. Elle est lauréate de nombreux prix dont la Coupe de la Ville de Paris (Jacques Chirac), une Lyre d'honneur, six médailles d'argent et plusieurs médailles de bronze aux concours littéraires internationaux. Elle a représenté les Seychelles à plusieurs reprises à l'occasion de rencontres poétiques internationales : VIII. Biennale de Poésie à Liège, au premier Festival inter-régional à La Réunion, à la Journée Internationale de le Poésie à Salazie,,,,. Pascale Canova lui consacre un article encyclopédique et la mentionne à de nombreuses reprises dans son livre La littérature seychelloise : Production, promotion, réception, publié en 2006. Après des années passées aux États-Unis, au Liban, en Angleterre, en Italie et en France, elle retourne aux Seychelles. 
Son œuvre est analysée dans de nombreux articles théoriques,,.
Elle est la cofondatrice et la codirectrice de la revue électronique Vents Alizés, et de la maison d'édition en ligne Edisyon Losean Endyen (avec Károly Sándor Pallai). Elle publie régulièrement dans la presse locale aussi dont Seychelles Nation et The People. Elle est la directrice de la seule revue littéraire seychelloise, Sipay. Elle s'engage activement aussi dans la vie culturelle,.
Elle publie des articles théoriques aussi sur les littératures indianocéaniennes dont un compte rendu publié dans la prestigieuse revue de l'Université d'État de Louisiane, Mondes Francophones sur l'ouvrage de Károly Sándor Pallai consacré à la littérature seychelloise. En 2017, ses poèmes ont été publiés dans l'anthologie poétique internationale Amaravati Poetic Prism (Inde). En 2017, elle a reçu le Seychelles Arts Award en littérature pour son œuvre poétique d'importance internationale, ses accomplissements et ses services à la culture et littérature seychelloises.
Elle est membre de l'association internationale World Nations Writers Union (WNWU) Kazakhstan. Son texte a été publié dans l'anthologie internationale "Family Eternal Treasure" (2018).

## Recueils
- L'Oasis des mots, Victoria, Edisyon Losean Endyen, 2016.
- Rêves créoles, Victoria, Edisyon Losean Endyen, 2012.
- Flamme mystique, Victoria, Yaw Enterprises, 2011.
- L'âme errante, Victoria, Printec Press Holdings, 2003.
- Un grand cœur triste, Paris, La Pensée Universelle, 1983.

## Interventions
- Échanges sur les pratiques poétiques en Indianocéanie, Salazie, La Réunion, les 22-23 mai 2015, à l'occasion du bicentenaire de la naissance d'Auguste Lacaussade.
- La pratique poétique de Magie Faure-Vidot Vijay-Kumar, départements scolaires (CD1, 4e) Lycée Stella - Piton Saint-Leu et Collège Oasis - Le Port (La Réunion)[21]

## Publications théoriques
- Une analyse psychologique et philosophique de l’identité dans la poésie seychelloise contemporaine: Károly Sándor Pallai : Subjectivités seychelloises, Mondes Francophones, Université d'État de Louisiane, 2017.

#### Études critiques, essais
- Károly Sándor Pallai, Subjectivités seychelloises : Identité et insularité dans la poésie seychelloise contemporaine, Pécs, Presses de l'Université de Pécs, coll. « Acta Romanica Quinqueecclesiensis », 2017, 113 p. (ISBN 978-963-429-114-5)
- Károly Sándor Pallai, « Genres et généricité dans la poésie seychelloise contemporaine », Mondes Francophones, Université d'État de Louisiane,‎ 27 avril 2013 (ISSN 2325-1506, lire en ligne)
- (crs) Károly Sándor Pallai, « Lapoezi kontanporen seselwa Lalang ek dimansyon pliriyel », Vents Alizés, no zéro,‎ juin 2012, p. 233-242 (aussi sur Potomitan)
- Károly Sándor Pallai, « Mondes multiples, chiralité: langues, langages et systémique dans la poésie seychelloise contemporaine », dans Vilmos Bárdosi (éd.), Tanulmányok : Irodalomtudományi Doktori Iskola (Asteriskos 1.), Budapest, ELTE, 2012, p. 253-266 (aussi sur Potomitan)
- Károly Sándor Pallai, « Konzigenzon filozofik size poetik : Horizons herméneutiques et notes phénoménologiques sur la poésie seychelloise », Revue d’Études Françaises, Budapest, ELTE, no 17,‎ 2012, p. 121-136 (ISSN 1416-6399, lire en ligne) (aussi sur Potomitan)

#### Articles
- « Maggie Faure Vidot récidive avec L'Ame errante », Seychelles Nation,‎ 2004 (lire en ligne)
- « Seychellois à l'Honneur - Maggie Faure en argent », Seychelles Nation,‎ 2003 (lire en ligne)
- « Mention Bien pour Maggie Faure-Vidot », Seychelles Nation,‎ 17 avril 2010 (lire en ligne)